# Sisyrinchium fiebrigii
Sisyrinchium fiebrigii är en irisväxtart som beskrevs av Ivan Murray Johnston. Sisyrinchium fiebrigii ingår i släktet gräsliljor, och familjen irisväxter.
Artens utbredningsområde är Paraguay. Inga underarter finns listade i Catalogue of Life.